# Euaugaptilus hyperboreus
Euaugaptilus hyperboreus är en kräftdjursart som beskrevs av Brodsky 1950. Euaugaptilus hyperboreus ingår i släktet Euaugaptilus och familjen Augaptilidae. Inga underarter finns listade i Catalogue of Life.